# 昂鹅车辆段
昂鹅车辆段位于中国广东省深圳市坪山区坑梓街道，是深圳地铁14号线两个车辆基地之一。

## 基本信息
昂鹅车辆段占地面积约40.73万平方米，是目前亚洲范围内最大体量的地铁车辆段，其功能定位为盖下线网大架修基地和上盖物业开发综合利用的一体化开发综合体。

## 历史
- 2022年5月17日，昂鹅车辆段消防验收顺利通过[1]。